# Изложба ситне пластике и плакета (1964)
„Изложба Ситне пластике и плакета” се одржала 1964. године у Галерији Удружења ликовних уметника Србије, у улици Теразије 2 у Београду.

## Излагачи
1. Градимир Алексић
2. Борис Анастасијевић
3. Коста Богдановић
4. Славољуб Богојевић
5. Душан Гаковић
6. Милија Глишић
7. Радмила Граовац
8. Стеван Дукић
9. Јован Ервачиновић
10. Никола Јанковић
11. Олга Јанчић
12. Мира Јуришић
13. Даница Кокановић
14. Антон Краљић
15. Момчило Крковић
16. Мира Сандић Марковић
17. Милија Нешић
18. Мирослав Николић
19. Мирослав Протић
20. Павле Радовановић
21. Катарина Растивојева
22. Сава Сандић
23. Живојин Стефановић
24. Љубица Тапавички
25. Јосип Хрдличка